# Avila-Pires-Tamarin
Der Avila-Pires-Tamarin (Leontocebus fuscicollis avilapiresi) ist eine Unterart des Braunrückentamarins (Leontocebus fuscicollis) aus der Familie der Krallenaffen (Callitrichidae), der  im mittleren Amazonasbecken zwischen dem Amazonas im Norden, dem Rio Purus im Süden und Osten und dem Rio Juruá im Westen vorkommt. Die Tamarinunterart wurde zu Ehren des brasilianischen Zoologen Fernando Dias de Ávila-Pires benannt.

## Merkmale
Wie alle Krallenaffen ist der Avila-Pires-Tamarin ein relativ kleiner Primat. Er erreicht eine durchschnittliche Kopf-Rumpf-Länge von 24,5 Zentimeter und hat einen etwa 31 Zentimeter langen Schwanz. Er ist eintöniger und dunkler gefärbt als die Nominatform des Braunrückentamarins. Rumpf, Beine, Unterarme sind dunkelbraun, der Rücken ist schwärzlich/bräunlich marmoriert. Der Kopf und die Oberarme sind schwärzlich und das Fell dort ist mit verstreuten orangefarbenen Haaren durchsetzt. Die haarlose Gesichtshaut ist schwarz, das Maul ist grau. Die Oberseiten von Händen und Füßen, die Genitalien sowie der Schwanz sind schwarz.

## Lebensraum und Lebensweise

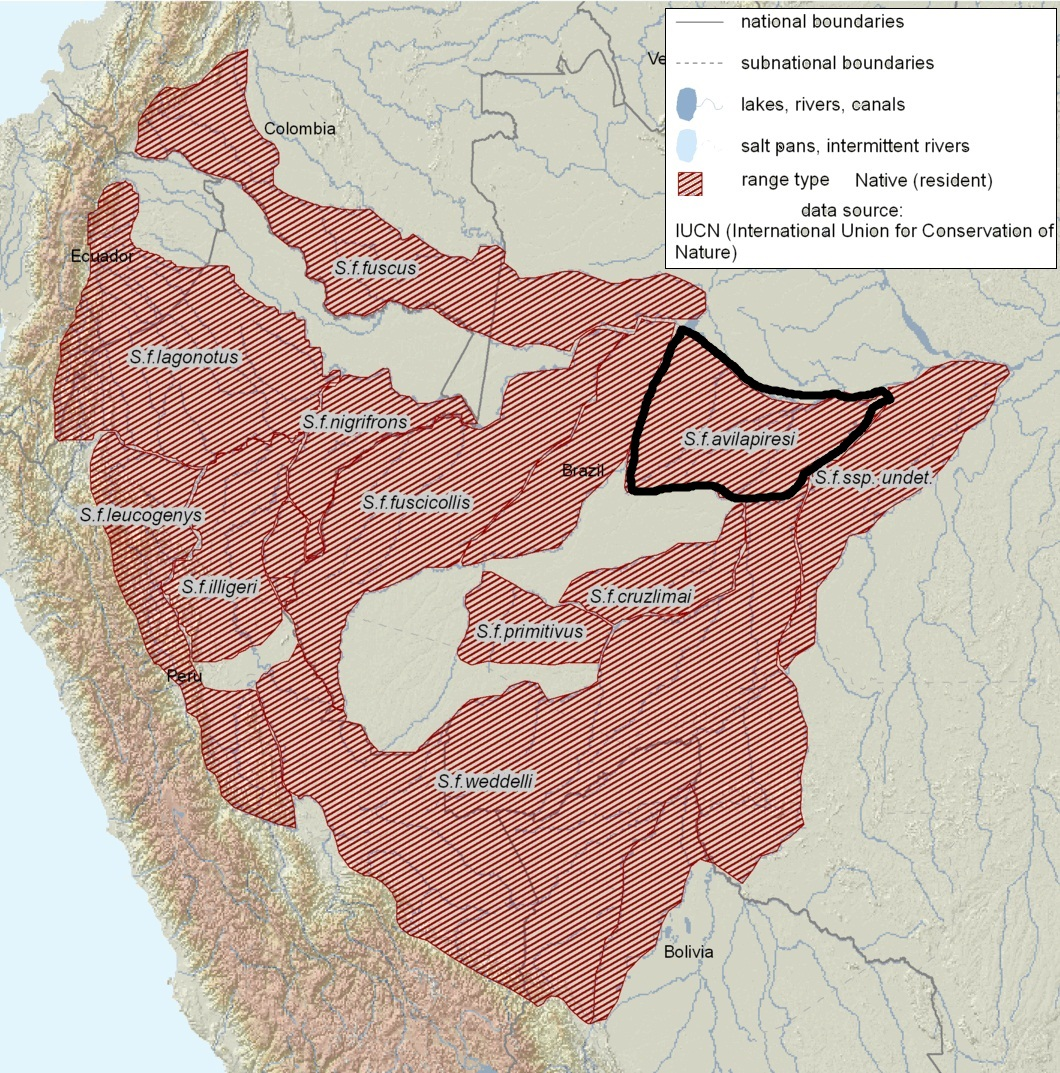
Im schwarzen Rahmen das Verbreitungsgebiet des Avila-Pires-Tamarins

Der Avila-Pires-Tamarin lebt in primären und sekundären Tieflandregenwäldern und in nach Holzeinschlägen verbliebenen Restwäldern. Er lebt in Kleingruppen mit 5 bis 8 Individuen, oft in Gesellschaft von Gruppen des Rotkappentamarins (Saguinus pileatus), die mit 8 bis 11 Exemplaren in der Regel etwas zahlreicher sind.
Avila-Pires-Tamarine sind relativ selten und nur wenige Exemplare leben auf einer Fläche von einem km². Sie werden erst nach Sonnenaufgang ca. um 9:00 Uhr aktiv und suchen ihre Schlafplätze schon zum späten Nachmittag zwischen 16:00 und 17:00 Uhr auf. Etwa 45 % ihrer aktiven Zeit verbringen sie mit der Nahrungssuche, ein Drittel mit der Fortbewegung und ca. 10 % mit kurzen Ruhepausen. Die täglich zurückgelegten Strecken schwanken zwischen 1150 und 2700 Metern. Avila-Pires-Tamarine ernähren sich von Früchten, Insekten, Spinnentieren, Knospen und Baumsäften. Die tierische Beute des Avila-Pires-Tamarins ist in der Regel größer als die des Rotkappentamarins. Meist werden Kleintiere gefangen, die unter Rinde, in den Spalten von Bäumen oder Lianen, in den Rosetten von Bromelien oder in Laubansammlungen versteckt sind. Sich bewegende Kleintiere, die bevorzugte Beute des Rotkappentamarins, werden dagegen nur wenig gefangen. Die unterschiedlichen Nahrungspräferenzen ermögliche so das nahe Zusammenleben der zwei verschiedenen Krallenaffenarten.

## Gefährdung
Der IUCN schätzt den Bestand des Avila-Pires-Tamarins als ungefährdet ein. Die einzige für die Affen gelistete Bedrohung ist der Fang zum Zweck der Heimtierhaltung.